# Ixaklu
Ixaklu (transcrita també com a Ishaklu) o Saakle fou una vila turca situada a la província de Konya, a uns 25 km d'Akşehir, l'antiga Philomelium. El viatger Josiah Conder la descriu com una ciutat de certa importància, rodejada de jardins amb orquídies i ben regada per rierols, seu d'un agha del que depenien diversos poblets.